# Craterocephalus kailolae
Craterocephalus kailolae é uma espécie de peixe da família Atherinidae.
É endémica da Papua-Nova Guiné.